# Costantino (vescovo)
Costantino (... – Arezzo, dopo il maggio 1095) è stato un vescovo cattolico italiano.

## Biografia
Niente è noto su Costantino prima della sua nomina a vescovo di Arezzo, che dovrebbe essere avvenuta verso l'ottobre del 1061, poiché in un documento dell'11 novembre 1078 si afferma che il suo episcopato durava da sedici anni e undici mesi; questa conclusione è confermata da un documento del giugno del 1082, dove si dice che l'episcopato dura da ventun anni.
All'inizio fu in buoni rapporti anche con il nuovo papa Gregorio VII: fu, infatti, uno dei vescovi toscani indicati dal papa di imporre un periodo di penitenza al Rodolfo, vescovo di Siena, colpevole di aver continuato ad avere contatti con l'imperatore Enrico IV di Franconia, anche dopo la scomunica. Già nel 1081, se non ancor prima, passò dalla parte dell'imperatore tedesco e, quando questi nel sinodo di Bressanone fece dichiarare deposto papa Gregorio VII ed eleggere Guiberto, arcivescovo di Ravenna,  il 24 marzo 1084 ebbe l'importante incarico, assieme al vescovo di Modena, di consacrare l'antipapa col nome di Clemente III. A dimostrazione del passaggio di campo, vi sono i documenti privati aretini che, a partire da quel periodo, vennero datati secondo la data d'incoronazione di Enrico IV, il quale, da parte sua, il 10 luglio 1081 aveva confermato ai canonici di Arezzo i loro privilegi. Successivamente ci furono contrasti con l'imperatore, che fece abbattere le mura intorno alla cattedrale dei Santi Pietro e Donato.
Da un diploma rilasciato dall'imperatore il 23 maggio 1084 si può ritenere che i rapporti fossero tornati ottimali, anche considerando l'importanza del vescovo Costantino, che ricopriva anche la carica di conte di Arezzo, nel periodo storico della lotta per le investiture.
L'ultimo documento a lui riferito risale al 16 maggio 1095; il primo riferimento al suo successore, Sigifredo, è invece dell'agosto 1099.